# Incestophantes kotulai
Incestophantes kotulai là một loài nhện trong họ Linyphiidae.
Loài này thuộc chi Incestophantes. Incestophantes kotulai được Wladislaus Kulczynski miêu tả năm 1905.